# 阿倫·哈利洛維奇
阿倫·哈利洛維奇（發音：[ǎlen xalǐːloʋitɕ]；1996年6月18日—），克羅地亞足球員，司職進攻中場，現效力於荷兰足球甲级联赛球會幸運薛達，此前曾效力名門巴塞羅那及AC米蘭。同時為克罗地亚足球联赛最年輕的進球球員與於克羅地亞國家足球隊首次登場時最年輕的球員，曾被認為是歐洲足壇最有前途的天才之一。

## 球會生涯

### 萨格勒布迪纳摩
哈利洛維奇於2012年9月27日的克羅地亞德比首次為萨格勒布迪纳摩一隊上陣，於比賽最後10分鐘替補森美亞，該場比賽他們以3–1擊敗哈伊杜克。當時哈利洛維奇只有16歲101天，成為薩格勒布迪納摩足球俱乐部歷史上最年輕的初次上陣球員。在下一輪對上斯拉文貝魯波的比賽中，他再次替補上陣，並取得入球助球隊以4–1獲勝。這使哈利洛維奇超越他的隊友科瓦西奇於2010年11月創下的紀錄，以16歲112天的年齡成為克罗地亚足球联赛史上最年輕的進球球員。在2012年11月以5–0戰勝扎達爾的比賽中，他接應科瓦西奇在的傳球在禁區外遠射入網，取得他於迪納摩隊的第2個入球。2012年10月24日，哈利洛維奇於主場對陣法甲球隊巴黎聖日耳門的比賽替補科瓦西奇上陣，成為球隊在歐洲冠軍聯賽上陣的最年輕球員，同時亦是歐洲冠軍聯賽歷年來第二年輕的球員。

### 巴塞羅那
2014年3月27日，巴塞羅那與萨格勒布迪纳摩達成協議簽入哈利洛維奇，基本轉會費220萬歐元，其後金額按上場次數再遞增，合約為期五年，並於2014年7月夏季轉會窗開始的時候加盟巴塞。哈利洛維奇加盟後被下放至巴塞羅那B隊參加西乙聯賽。2014年4月2日，國際足協對巴塞羅那非法買入未成年球員一事裁定巴塞羅那有罪，宣佈禁止巴塞在2015年夏天之前簽入球員，令哈利洛維奇轉會一事遭停止。在21天後，巴塞的買賣禁令被暫緩執行等待上訴，並暫時容許買賣。2014年5月2日，巴塞正式簽入哈利洛維奇。
哈利洛維奇在2015年1月15日的西班牙國王杯16強對上埃爾切的賽事首次亮相於巴塞一隊，他在比賽最後28分鐘替補阿達馬·特拉奧雷上陣，該場比賽他們以4–0大勝。

#### 希洪競技（外借）
2015年8月21日，哈利洛維奇被外借至希洪，為期一年，8天後，哈利洛維奇代表希洪第一次上陣，於下半場替補卡洛斯·卡莫納，同時亦是他西甲的處子秀，該戰他們以0–0戰平皇家蘇斯達。他於希洪的第一球出現於同年10月3日，幫助球隊以2–1客場戰勝西班牙人。同年12月15日的國王盃對上贝蒂斯的賽場，以半場替補的身份梅開二度，助希洪以3–3逼和貝迪斯，總比數5–3淘汰對手。

### 漢堡
2016年7月19日，德甲球會汉堡宣佈從巴塞羅那簽入哈利洛維奇，轉會費為550萬歐元，附加1000萬歐元回購條款。2天後，哈利洛維奇與漢堡簽約，合約為期四年。他於8月22日在德國盃對陣茨維考的比賽中首次亮相並攻入全場唯一一球，助漢堡晉級到下一輪。2星期後，哈利洛維奇於對上利華古遜的比賽中上演其德甲首秀。

#### 拉斯帕尔马斯（外借）
2017年1月，哈利洛維奇被外借至拉斯帕尔马斯，為期18個月，拉斯帕尔马斯在其外借合約完結後可以選擇買斷。

### AC米蘭
2018年7月3日，哈利洛維奇以自由轉會的方式守加盟意甲的AC米蘭，雙方簽約三年。
在2019-2020荷甲賽季因COVID-19疫情而腰斬後，哈利洛維奇回到AC米蘭，並在2020年10月5日達成解約協議。

### 標準列日（外借）
2019年1月31日，哈利洛維奇被外借至標準列日，合約會在2020年6月30日到期，標準列日在其外借合約完結後可以選擇買斷。

### 海伦芬（外借）
2019-2020赛季，哈利洛维奇被租借至海伦芬踢球，共出战17场联赛，其中14场替补。在此期间，他奉献了1球1助攻。

## 國家隊生涯

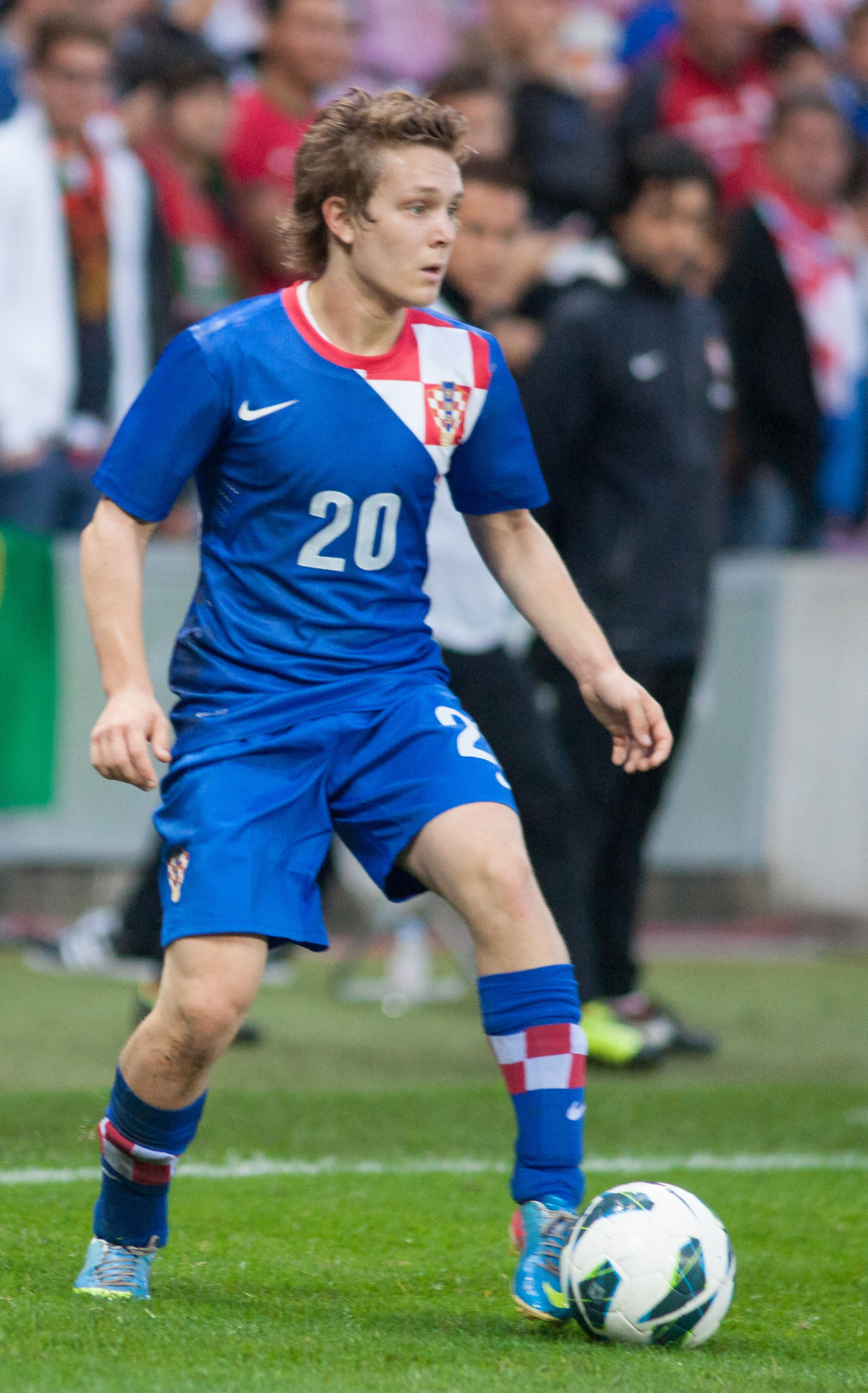
哈利洛維奇於2013為克羅地亞上陣

哈利洛維奇曾代表各青年等級的克羅地亞國家足球隊出賽。2013年3月，他代表克羅地亞17歲以下國家足球隊出戰於斯洛伐克舉行的2013年歐洲U-17足球錦標賽。成年國家隊方面，哈利洛維奇於2013年6月10日對上葡萄牙國家隊的友賽中上演了處子秀，於50分鐘替補斯特里尼奇上陣，成為克羅地亞國家足球隊史上最年輕的初次登場球員。

## 榮譽

### 球會
萨格勒布迪纳摩
- 克罗地亚足球联赛：2012–13（英语：2012–13 Prva HNL）、2013–14（英语：2013–14 Prva HNL）
- 克羅地亞超級盃：2013–14（英语：2013 Croatian Supercup）

## 生涯數據

### 球會
最後更新：2018年7月8日
| 球會                 | 賽季         | 聯賽 | 聯賽 | 盃賽 | 盃賽 | 洲際賽 | 洲際賽 | 其他 | 其他 | 合計 | 合計 |
| 球會                 | 賽季         | 上陣 | 入球 | 上陣 | 入球 | 上陣   | 入球   | 上陣 | 入球 | 上陣 | 入球 |
| -------------------- | ------------ | ---- | ---- | ---- | ---- | ------ | ------ | ---- | ---- | ---- | ---- |
| 薩格勒布迪納摩       | 2012–13      | 18   | 2    | 0    | 0    | 3[A]   | 0      | —    | —    | 21   | 2    |
| 薩格勒布迪納摩       | 2013–14      | 26   | 5    | 6    | 1    | 8[B]   | 0      | 1[C] | 0    | 41   | 6    |
| 薩格勒布迪納摩       | 合計         | 44   | 7    | 6    | 1    | 11     | 0      | 1    | 0    | 62   | 8    |
| 巴塞羅那B隊          | 2014–15      | 30   | 4    | —    | —    | —      | —      | —    | —    | 30   | 4    |
| 巴塞羅那B隊          | 合計         | 30   | 4    | —    | —    | —      | —      | —    | —    | 30   | 4    |
| 巴塞羅那             | 2014–15      | 0    | 0    | 1    | 0    | 0      | 0      | —    | —    | 1    | 0    |
| 巴塞羅那             | 合計         | 0    | 0    | 1    | 0    | 0      | 0      | —    | —    | 1    | 0    |
| 希洪競技（外借）     | 2015–16      | 36   | 3    | 1    | 2    | —      | —      | —    | —    | 37   | 5    |
| 希洪競技（外借）     | 合計         | 36   | 3    | 1    | 2    | —      | —      | —    | —    | 37   | 5    |
| 汉堡                 | 2016–17      | 6    | 0    | 1    | 1    | —      | —      | —    | —    | 7    | 1    |
| 拉斯帕尔马斯（外借） | 2016–17      | 18   | 0    | 0    | 0    | —      | —      | —    | —    | 18   | 0    |
| 拉斯帕尔马斯（外借） | 2017–18      | 20   | 2    | 1    | 0    | —      | —      | —    | —    | 21   | 2    |
| 拉斯帕尔马斯（外借） | 合計         | 38   | 2    | 1    | 0    | —      | —      | —    | —    | 39   | 2    |
| AC米蘭               | 2018–19      | 0    | 0    | 0    | 0    | 3[D]   | 0      | —    | —    | 3    | 0    |
| 標準列日（外借）     | 2018–19      | 6    | 0    | 0    | 0    | —      | —      | —    | —    | 6    | 0    |
| 海倫芬（外借）       | 2019–20      | 17   | 1    | 3    | 0    | —      | —      | —    | —    | 20   | 1    |
| 職業生涯合計         | 職業生涯合計 | 185  | 17   | 13   | 4    | 14     | 0      | 1    | 0    | 213  | 21   |

註
- [A]全數出現於歐洲冠軍聯賽
- [B]3次出現2013–14年於歐洲冠軍聯賽，5次出現於歐足協歐洲聯賽
- [C]出現於克羅地亞超級盃
- [D]全數出現於歐霸盃

### 國家隊
最後更新：2015年5月9日
| 克羅地亞 | 克羅地亞 | 克羅地亞 | 克羅地亞 |
| 年份     | 上陣     | 入球     |          |
| -------- | -------- | -------- | -------- |
| 2013     | 2        | 0        |          |
| 2014     | 5        | 0        |          |
| 2015     | 0        | 0        |          |
| 2016     | 2        | 0        |          |
| 2017     | 0        | 0        |          |
| 2018     | 0        | 0        |          |
| 2019     | 1        | 0        |          |
| 總計     | 10       | 0        |          |

## 個人生活
阿倫·哈利洛維奇的父親塞亞德·哈利洛維奇也是一位曾經效力於薩格勒布迪納摩的足球員，同時亦曾代表克羅地亞與波黑出賽。在亞倫與其弟弟迪諾（Dino）、達米爾（Damir）一起與巴塞簽約後，他們舉家搬遷至巴塞羅那。他亦是塞拉耶佛足球俱樂部的支持者。

## 外部連結
- 亞倫·哈利洛維奇 （页面存档备份，存于） - Topforward
- 阿倫·哈利洛維奇在 National-Football-Teams.com 上的出场纪录